# Clusiosoma
Clusiosoma es un género de insecto de la familia Tephritidae del orden Diptera.

## Especies
- Clusiosoma centrale
- Clusiosoma centralis Malloch, 1939[2]
- Clusiosoma dami Hardy, 1986[2]
- Clusiosoma daruense Hardy, 1986[2]
- Clusiosoma funebre Hering, 1941[2]
- Clusiosoma laterale Walker, 1865[2]
- Clusiosoma macalpinei Permkam & Hancock, 1995[2]
- Clusiosoma mcalpinei Permkam & Hancock, 1995[2]
- Clusiosoma melanthes  Hering, 1947[2]
- Clusiosoma minutum
- Clusiosoma nigricorne Hardy, 1986[2]
- Clusiosoma nigridorsale Hering, 1941[2]
- Clusiosoma nigripenne Hardy, 1986[2]
- Clusiosoma papuaense Hardy, 1986[2]
- Clusiosoma partitum
- Clusiosoma partita Malloch, 1939[2]
- Clusiosoma pleurale
- Clusiosoma pleuralis Malloch, 1939[2]
- Clusiosoma pullatum Hering, 1941[2]
- Clusiosoma punticeps Malloch, 1939[2]
- Clusiosoma semifusca Malloch, 1939[2]
- Clusiosoma semifuscum Malloch, 1939[2]
- Clusiosoma subpullatum Hardy, 1986[2]
- Clusiosoma vittiferum